# Peleteria nigrifacies
Peleteria nigrifacies là một loài ruồi trong họ Tachinidae.